# Zellingen
Zellingen er en købstad (markt) i Landkreis Main-Spessart i regierungsbezirk Unterfranken i den tyske delstat Bayern. Den er administrationsby for Verwaltungsgemeinschaft Zellingen.

## Geografi
Zellingen ligger i Region Würzburg ved floden Main.
I kommunen ligger ud over Zellingen, landsbyerne Duttenbrunn, Retzbach, der blev indlemmet i kommunen i 1975 og 1978.

### Trafik
Ekspresjernbanelinjen Hannover–Würzburg krydser kommunen med Hohe-Wart-Tunnel og Bartelsgrabentalbroen.